# Xi He (vattendrag i Kina, Liaoning, lat 41,26, long 123,60)
Xi He är ett vattendrag i Kina. Det ligger i provinsen Liaoning, i den nordöstra delen av landet, omkring 62 kilometer söder om provinshuvudstaden Shenyang. Xi He ligger vid sjön Shenwo Shuiku.
Genomsnittlig årsnederbörd är 1 100 millimeter. Den regnigaste månaden är juli, med i genomsnitt 274 mm nederbörd, och den torraste är januari, med 11 mm nederbörd.